# Rota dos Mosteiros de Valência

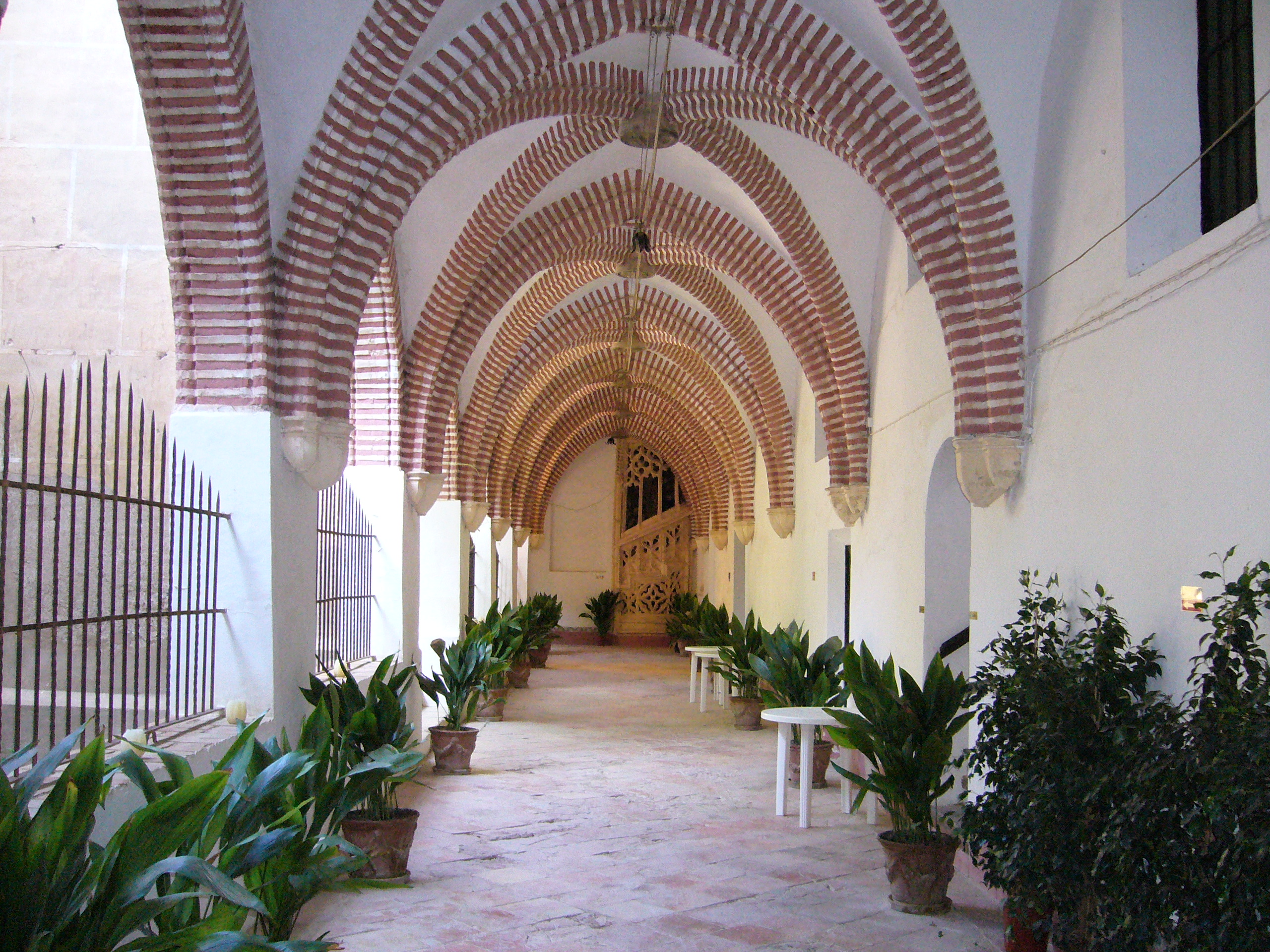
Lateral do claustro gótico-mudéjar e escada, Mosteiro de São Jerónimo de Cotalba, em Alfauir.

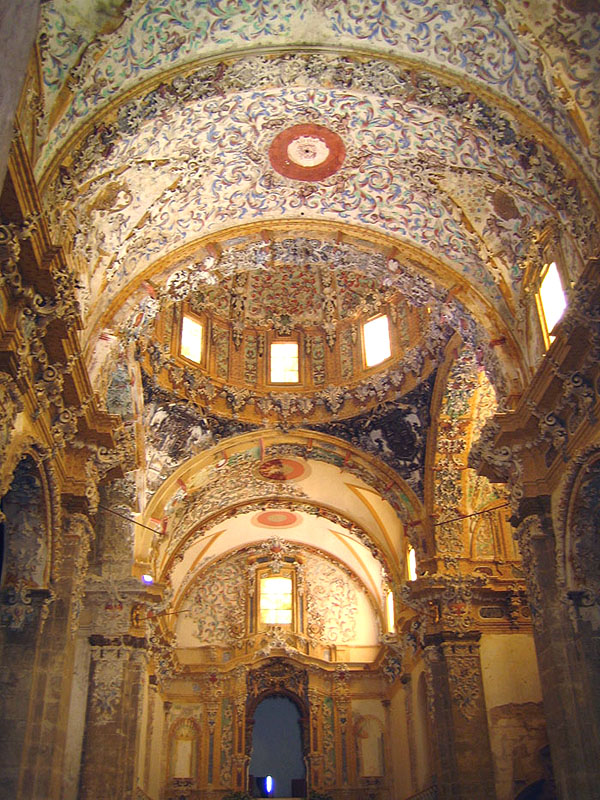
Igreja do Mosteiro de Santa María de la Valldigna, em Simat de la Valldigna.

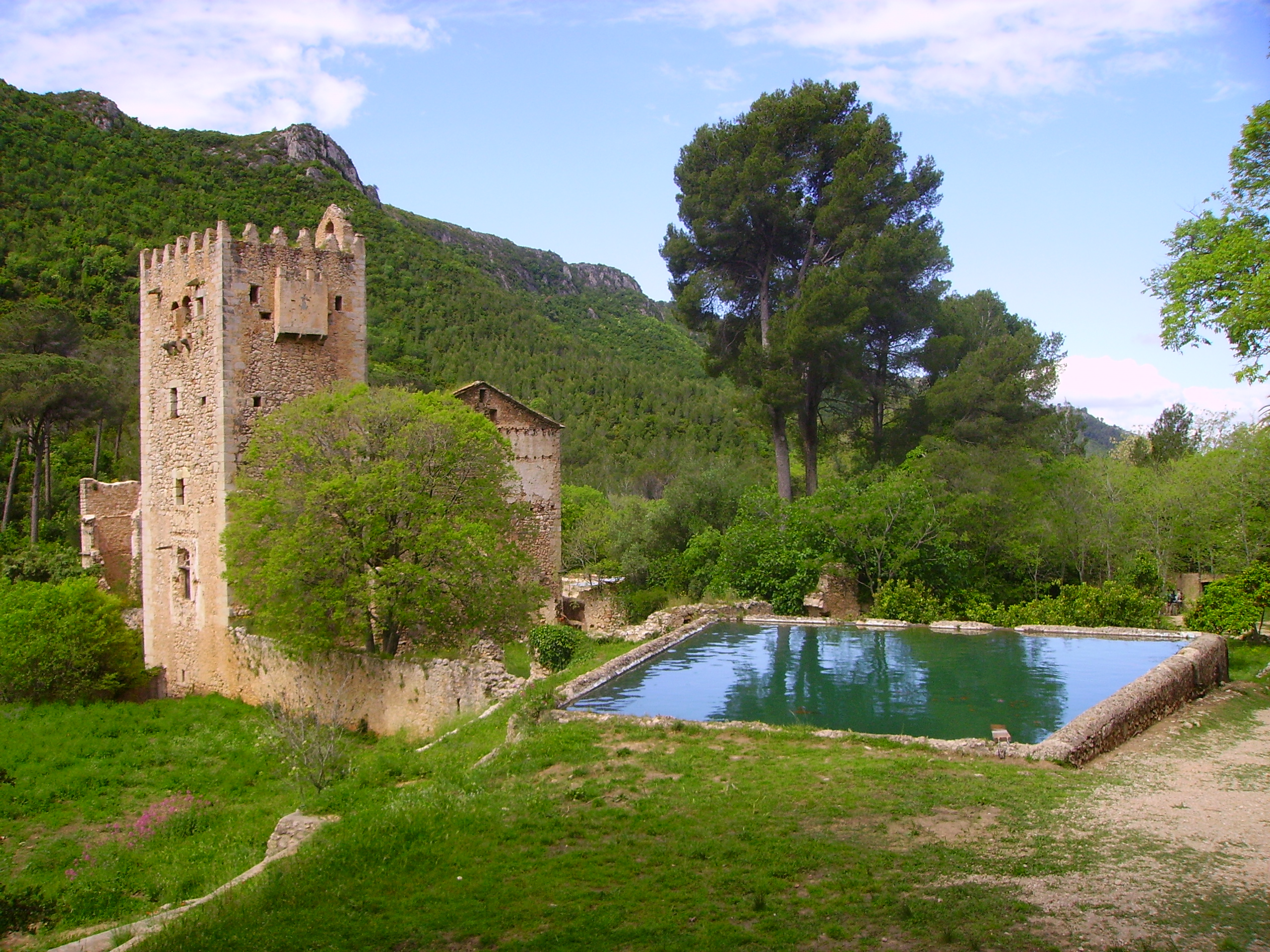
Mosteiro de La Murta, em Alzira.

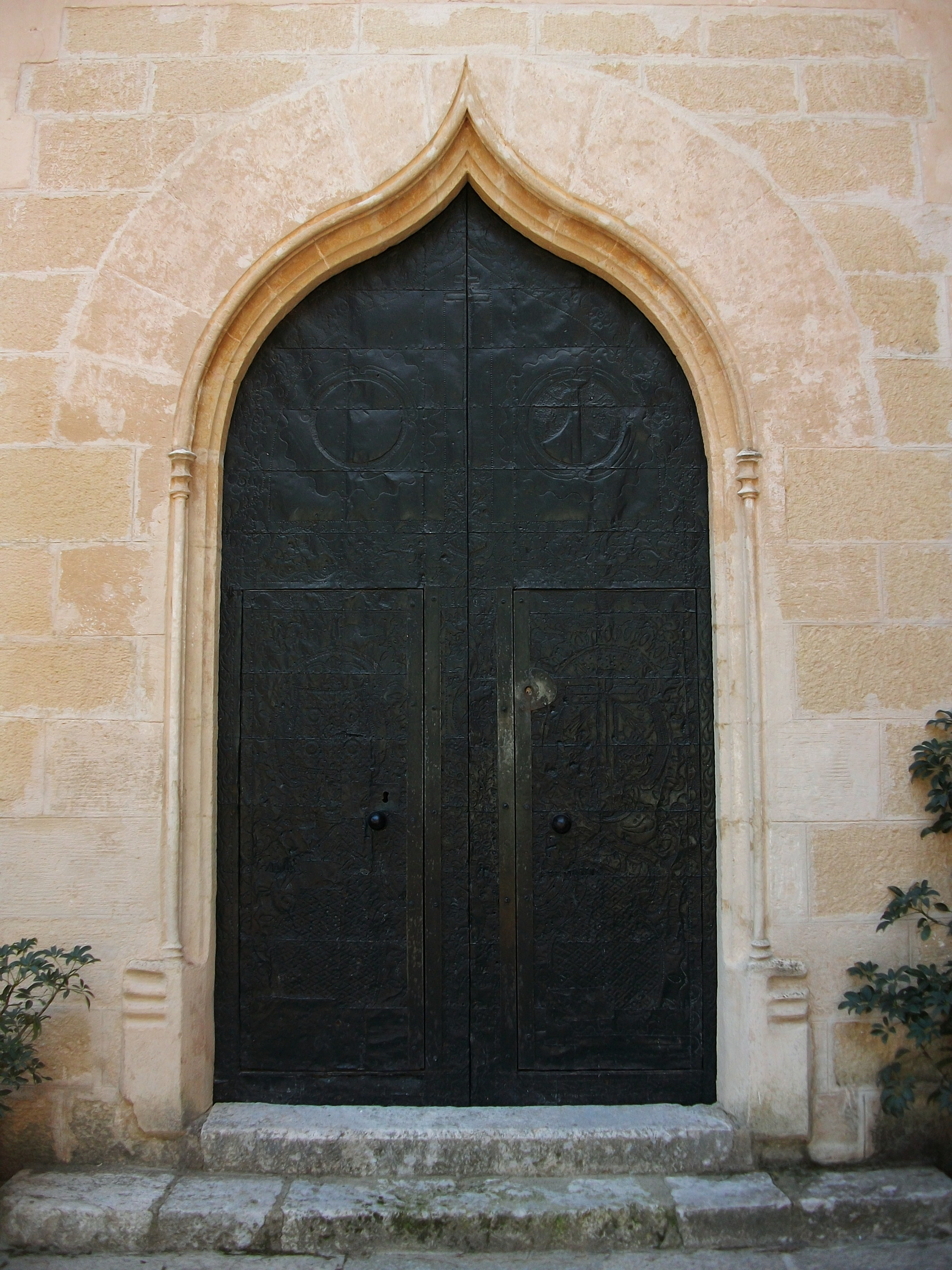
Mosteiro do Corpus Christi, em Luchente.

A Rota dos Mosteiros de Valência (GR-236) é um roteiro religioso, cultural e turístico inaugurado em 2008.Esta rota liga cinco históricos mosteiros todos eles localizados nas regiões centrais da província de Valência mais de 90 km. O percurso tem o seu início na cidade de Gandia e termina em Alzira, entre as regiões centrais da Comunidade Valenciana.

## Mosteiros
A rota dos mosteiros de Valência inclui a visita aos seguintes mosteiros, tudo situado na província de Valência, na seguinte ordem de visita:
- 1 Mosteiro de São Jerónimo de Cotalba, em Alfauir.
- 2  Mosteiro do Corpus Christi, em Luchente.
- 3  Mosteiro de Santa María de la Valldigna, em Simat de la Valldigna.
- 4  Mosteiro de Aguas Vivas, em Carcaixent.
- 5  Mosteiro de La Murta, em Alzira.

## A Rota GR-236
| Identificador | Denominação                    | Viagem | Itineràrios                                            |
| ------------- | ------------------------------ | --- | ------------------------------------------------------ |
| GR-236        | Rota dos Mosteiros de Valência | Gandia - Almoines - Beniarjó - Beniflá - Palma de Gandía - Mosteiro de São Jerónimo de Cotalba - Rótova - Alfauir - Almiserà - Castelo de Vilella - Luchente - Mosteiro do Corpus Christi - Castelo de Xio - Pinet - Bárig - Simat de la Valldigna - Mosteiro de Santa María de la Valldigna - Benifairó de la Valldigna - Mosteiro de Aguas Vivas - La Barraca de Aguas Vivas - Mosteiro de La Murta - Alzira | - Pé - Carro - Bicicleta de montanha (BTT) - Equitação |